# ديفيد أتكينسون (قسيس)
ديفيد أتكينسون (بالإنجليزية: David Atkinson)‏ هو قسيس بريطاني، ولد في 5 سبتمبر 1943.